# Malin Arvidsson
Malin Kristina Edla Sofia Göstasdotter Arvidsson (El Salvador, 19 februari 1978) is een Zweedse actrice en danseres.
Arvidsson werd geboren in El Salvador en werd reeds als baby geadopteerd door een Zweeds gezin. In haar tienerjaren begon ze aan een opleiding aan de balletacademie in Göteborg en werkte ze als danseres. Voorts studeerde zij in 2006 af aan Teaterhögskolan, een (voormalig) instituut van de Universiteit van Göteborg. Als toneelspeler stond Arvidsson op de bühne van gerenommeerde schouwburgen als het Stockholms stadsteater en Kungliga Dramatiska Teatern. Daarnaast speelde zij in films en televisieseries, bijvoorbeeld in de rol van Kerstin Holm in de op Jan Arnalds romans gebaseerde misdaadserie Arne Dahl.

## Filmografie (selectie)
- 2005: Mouth to Mouth (origineel Mun mot mun) – Petra
- 2009: 183 dagar – Laura
- 2009: Psalm 21 – Susanne
- 2011: Tysta leken – Antonia
- 2011–2015: Arne Dahl – Kerstin Holm
- 2014: Love Is a Drug (origineel Micke & Veronica) – Anna
- 2016: Finaste familjen – Jannica